# 㺢㹢狓野生生物保护区
㺢㹢狓野生生物保护区，位于刚果民主共和国东北部的伊图里热带雨林中，苏丹和乌干达两国的边界线上。占地约14,000 km²，包含伊图里热带雨林三分之一的面积。
㺢㹢狓野生生物保护区在1996年被列入世界遗产，登录名称为俄卡皮鹿野生动物保护地，由于当地存在武装冲突和非法狩猎、淘金等行为，1997年又被列入濒危世界遗产名录中。

## 历史
㺢㹢狓野生生物保护区在1997年被列入濒危世界遗产名录中。保护区的主要威胁是由于刀耕火种的农业造成的森林开伐和动物的商业捕杀行为。采金对保护区的生态环境也同样有损害。
截止2005年，在国家东部进行的战役向保护区内部转移，造成区内工作人员的疏散和逃离。虽然当地姆巴提人和班图人敬畏本地的森林和野生动物，然而移民涌入、刚果民主共和国政府缺乏相关的维护资金等因素，造成生态环境恶劣的情况发生。不过，该地区开展的生态旅游，一定程度上增加了维护资金，提高了公众意识。

## 地理
㺢㹢狓野生生物保护区占地1362625公顷，海拔在500-1000米之间。平均温度为24℃，不同时期气温的波动幅度在2℃以内。8-11月为这一地区的雨季，全年降水量大于50毫米。年平均日光照射时间可以达到2000小时以上。

## 生态

### 植物
㺢㹢狓野生生物保护区植物种类较多，经过详细的调查发现，包含下层林木，混合森林中共有130种藤蔓植物和302种树木。沼泽森林、混合森林、姆巴森林和二级森林是保护区内森林中最常见的四种类型。
沼泽森林主要生长在排水通路周围，以狭长带状分布。混合森林和姆巴森林中的树木较高，一般在30-40米，两者不同的是，混合森林存在栎树和朴属植物等大型林木遮挡保护区的情况，而姆巴森林的树冠浓密却较为平整。二级森林生长在曾经被采伐过的地方。

### 动物

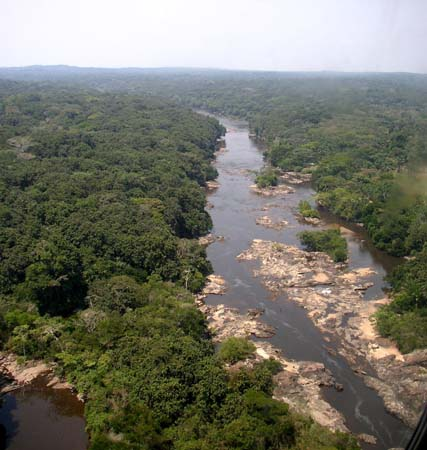
现状

正如保护区所取的名称带给人的直观感受，该保护区内的㺢㹢狓很多，截至1996年，数量估计有3900-6350只。埃普卢河附近是埃普鲁保护与研究中心的所在地，这一设施的建立时间可以追溯到1928年，是由美国人类学家帕特里·克普特南建立，当时作为一个捕获站。其中野生的㺢㹢狓被他们抓获，并送往美国和欧洲的一些动物园。现在这一设施有完全不同的作用，进行着许多重要的研究和保护工作。即便如此，现在很多的动物都已经转移，只留下最少的数目，以确保圈养导致种群遗传能力的下降。
此外，保护区还拥有许多其他有趣的或濒临绝种的动物，其中哺乳动物约就达到50多种，主要有麝香鹿、巨型穿山甲、非洲金猫、豹、狒狒、大河猪、林猪、小羚羊和森林香猫等。生活在这里的霍加狓超过5000只，而全世界的野生霍加狓大约也只有3万只。此外，非洲象的数量也较多，大约有6700头。
这里也是非洲森林中灵长类数量最多的地区，至今共发现了13种，其中包括赤色疣猴、黑白花疣猴、红尾猴、白腹长尾猴、白眉猴、非洲小人猿等。鸟类数量达到329种，主要有带点朱鹭、橄榄色朱鹭、长尾鹰、鹧鸪、黑珍珠鸡、猫头鹰、欧夜鹰、咬鹃、多情鹦鹉等。

## 登录基准
该世界遗产被认为满足世界遺產登錄基準中的以下基準而予以登錄：
- （x）拥有最重要及显著的多元性生物自然生态栖息地，包含从保育或科学的角度来看，符合普世价值的濒临绝种动物种。